# Mimosa balansae
Mimosa balansae är en ärtväxtart som beskrevs av Marc Micheli. Mimosa balansae ingår i släktet mimosor, och familjen ärtväxter. IUCN kategoriserar arten globalt som livskraftig. Inga underarter finns listade i Catalogue of Life.